# Katutura-Zentral
Katutura-Zentral (englisch Katutura Central) ist ein Wahlkreis der Windhoeker Vorstadt Katutura in der Region Khomas in Namibia. Der Kreis hat eine Fläche von 2,5 Quadratkilometer und hat 30.500 Einwohner (Stand 2023).
Katutura-Central umfasst die Wohngebiete 2–5 und 7–11 von Katutura.

## Wahlen
| Wahl | Name                      | Partei | Stimmenanteil |
| ---- | ------------------------- | ------ | ------------- |
| 1992 |                           |        |               |
| 1998 | Tsukhoe ǁGowasesKlicklaut | SWAPO  | 48,5 %        |
| 2004 | Helster Gawanab           | SWAPO  | 33,2 %        |
| 2010 | Ambrosius Kandjii         | SWAPO  | 45,2 %        |
| 2015 | Ambrosius Kandjii         | SWAPO  | 64,6 %        |
| 2020 | Vezemba Katjaimo          | PDM    | 38,9 %        |